# Geotermalna elektrana Malitbog
Geotermalna elektrana Malitbog je trenutno najveća samostalna geotermalna elektrana na svijetu. Nalazi se na Filipinima, u provinciji Malitbog. Instalirana snaga te elektrane je 232,5 MW. Inače u okolici tog postrojenja ima još 8 geotermalnih elektrana, tako da su Filipini trenutno drugi u svijetu po proizvodnji geotermalne energije. Najnovija istraživanja su pokazala da 27% električne energije na Filipinima potječe od geotermalnih izvora.
S točke gledišta iskorištavanja geotermalne energije, najznačajnija geotermalna polja se očekuju duž rubova velike Pacifičke ploče, tzv. Pacifički vatreni prsten ili Tihooceanski vatreni pojas, gdje geotermalna elektrana Malitbog i pripada.